# Di padre in figlio
Pour plus de détails, voir Fiche technique et Distribution.
Di padre in figlio est un film italien de Vittorio Gassman et Alessandro Gassmann, sorti en 1982.

## Fiche technique
- Titre : Di padre in figlio
- Réalisation et scénario : Vittorio Gassman et Alessandro Gassmann
- Photographie : Blasco Giurato
- Pays d'origine : Italie
- Date de sortie : 1982

## Distribution
- Vittorio Gassman
- Alessandro Gassmann
- Adolfo Celi
- Diletta D'Andrea
- Angela Goodwin
- Juliette Mayniel
- Gigi Proietti
- Paola Quattrini
- Emanuele Salce (it)
- Gianluca Favilla (it)
- Luciano Lucignani